# تپه خان قوروقی
تپه خان قوروقی مربوط به سده‌های اولیه دوران‌های تاریخی پس از اسلام است و در شهرستان گرمی، بخش مرکزی، دهستان اجارود غربی، روستای دمیرچلی واقع شده و این اثر در تاریخ ۱۲ دی ۱۳۸۶ با شمارهٔ ثبت ۲۰۳۹۰ به‌عنوان یکی از آثار ملی ایران به ثبت رسیده است.